# 康塞桑-杜托坎廷斯
康塞桑-杜托坎廷斯是巴西托坎廷斯州的一个市镇。总面积2500.733平方公里，总人口4402人，人口密度1.8人/平方公里。